# 八里河风景区
八里河风景区，或称八里河旅游区，是位于中华人民共和国安徽省阜阳市颍上县八里河镇的一处旅游景区，于2013年10月11日被国家旅游局授予“国家AAAAA级旅游景区”称号，是阜阳市乃至皖北地区首个5A级风景区。 还曾被评为联合国环保“全球五百佳”、全国“农业旅游示范点”等称号。 八里河风景区也是八里河省级自然保护区的一部分， 整个自然保护区面积达14601.92公顷。

## 历史背景
颍上八里河曾为荒湖洼地，经济发展困难。清《颍上县志》曾有“众水所潴，故汪洋浩瀚，其势特大，南北相距八华里许，故曰八里河”的记载。 历史上八里河曾多次遭遇洪水。民国时期，花园口决堤事件致使黄水南泛，受此影响，八里河水面扩宽，两岸受灾严重；1954年特大洪水又再次冲击两岸。此后颍上县开始对八里河进行治理，先后成立渔业公社和联营渔场，开发大圩重建桥梁。
二十世纪九十年代初，颍上县决定将八里河改造为一座农民公园，自1992年冬开始至1996年完工，并于当年5月1日对外开放。由于当时农民没有建设公园的经历，也没有钱请规划和设计师，公园内的世界名胜微缩建筑等景观仅靠挂历上的图片和水泥钢筋砌成。据《八里河镇志》记载，开园当日共计收入26万元，外来车辆一路排到颍上县城。 此外，八里河风景区也享有“天下第一农民公园”的美誉。

## 自然地理
八里河风景区东邻颍河，南依淮水，有“一河两湾五湖”之称， 其依托八里河闸工程而建，属自然河湖型水利风景区。景区面积15.8平方公里，其中水域面积13.3平方公里。 整个自然保护区也具有典型湿地的特点。
生态方面，八里河风景区及其周围建立的省级自然保护区内栖息着各类候鸟、留鸟12科57种，八里河还产有鲢鱼等50余种水产品，为皖北地区重要渔业生产基地，以景区为中心还建成近60户的“农家乐”和“渔家乐”。

## 景区特色
八里河风景区分为鸟语林、西区、东区、十二花岛、明清苑五大景点，整个景区将中西建筑融为一体，其中西区景点主题为“世界之光”，包含了希腊宙斯神庙、法国凯旋门等世界名胜微缩景观，东区则包含九龙壁、苏式园林等中式建筑景观。 明清苑则是目前皖北地区形制最完整、规模最大的明清古建筑群， 有“皖北第一苑”之称。
此外，景区还有八里河生态鱼头汤、八里河笨鸭蛋等地方特色美食。

## 人文活动
2024年4月20日，“八里河杯”长三角风筝邀请赛暨安徽省风筝运动锦标赛在颍上县八里河风景区国家级风筝放飞基地举行，吸引来自长三角三省一市的19支运动队参赛。
颍上县作为春秋名人管子的故里，每年举办管子文化旅游节。2024年5月14日，第十七届管子文化旅游节在八里河风景区开幕，旨在弘扬管子文化和颍上传统文化，推动当地文旅产业加快发展。